# Oukitel
Oukitel (Shenzhen Yunji Intelligent Technology Co,.Ltd) è un'azienda cinese che produce Smartphone e Smartwatch dal 2007. I prodotti sono tutti basati su Android e disponibili all'acquisto solamente sui vari store online.
Oukitel è solita testare i propri prodotti usando attrezzi come martelli, trapani, frese e cadute provocate da varie altezze, facendo dei filmati disponibili sul proprio canale YouTube, dimostrando così la solidità e integrità dei propri prodotti, ad esempio in un video il dispositivo rugged K10000 Max viene prima immerso nel cemento liquido, poi lanciato in un torrente senza subire danni.
La serie "C" è la linea entry level e propone smartphone di fascia bassa, la serie "U" propone dispositivi basati sul design e sullo stile, la serie "K" è basata sulla capacità elevata della batteria dei dispositivi.
Il dispositivo K10, di prossima uscita, è il primo smartphone al mondo ad avere una batteria dichiarata da 11000 mAh che garantisce tre giorni di completa autonomia.
Le confezioni dei dispositivi Oukitel sono sempre di colore arancione, bianco o nero.

## Dispositivi prodotti
- Smartwatch: A8, A16, A18, A19, A28, A58, S68 Pro, W1.
- Smartphone base di gamma: C2, C3, C4, C5, C5 Pro, C8, C8-4G, C12 Pro, C15.
- Smartphone design: U2, U7, U7 Plus, U7 PRO, U7 Max, U11 Plus, U13, U15 S, U15 Pro, U16 Max, U18, U19, U20 Plus, U22, U23, U25, U25 Pro, MIX 2.
- Battery-Smartphone: K3, K6, K7, K7 Power, K8, K10, K4000, K4000 lite, K4000 Pro, K4000 Plus, K5000, K6000, K6000 Pro, K6000 Plus, OK6000 Plus, K7000, K8000, K10000, K10000 Pro.
- Rugged WP Smartphone: K10000 max, WP5000, WP 1, WP 2